# Bawlf
Bawlf is een plaats (village) in de Canadese provincie Alberta en telt 367 inwoners (2006).